# Ben M'Hidi (distrito)
Ben M'Hidi é um distrito localizado na província de El Tarf, Argélia, e cuja capital é a cidade de mesmo nome, Ben M'Hidi. A população total do distrito era de 63 483 habitantes, em 2008.[carece de fontes?]

## Comunas
O distrito é composto por três comunas:
- Ben M'Hidi
- Echatt
- Berrihane